# Puchar Narodów w saneczkarstwie 2022/2023
Sezon 2022/2023 Pucharu Narodów w saneczkarstwie rozpoczął się 2 grudnia 2022 r. w austriackim Igls. Ostatnie zawody z tego cyklu zostały rozegrane 24 lutego 2023 r. na torze w niemieckim Winterbergu.
Po raz pierwszy w historii zmagań o Puchar Narodów została przeprowadzona rywalizacja w zawodach dwójek kobiet.

## Kalendarz Pucharu Narodów
| Lp.   | Data                             | Miejscowość         | Konkurencja      | 1. miejsce                                            | 2. miejsce                                       | 3. miejsce                                            |
| ----- | -------------------------------- | ------------------- | ---------------- | ----------------------------------------------------- | ------------------------------------------------ | ----------------------------------------------------- |
| 1. PN | 2 grudnia 2022                   | Igls                | Jedynki kobiet   | Emily Sweeney                                         | Merle Fräbel                                     | Dajana Eitberger                                      |
| 1. PN | 2 grudnia 2022                   | Igls                | Jedynki mężczyzn | Leon Felderer                                         | Tucker West                                      | Jonathan Gustafson                                    |
| 1. PN | 2 grudnia 2022                   | Igls                | Dwójki kobiet    | Austria Selina Egle · Lara Kipp                       | Włochy Andrea Vötter · Marion Oberhofer          | Niemcy Jessica Degenhardt · Cheyenne Rosenthal        |
| 1. PN | 2 grudnia 2022                   | Igls                | Dwójki mężczyzn  | Stany Zjednoczone Zachary DiGregorio · Sean Hollander | Niemcy Hannes Orlamünder · Paul Gubitz           | Stany Zjednoczone Dana Kellogg · Duncan Segger        |
| 2. PN | 8 grudnia 2022                   | Whistler            | Jedynki kobiet   | Dajana Eitberger                                      | Lisa Schulte                                     | Merle Fräbel                                          |
| 2. PN | 8 grudnia 2022                   | Whistler            | Jedynki mężczyzn | Tucker West                                           | Chris Mazdzer                                    | Alexander Ferlazzo                                    |
| 2. PN | 8 grudnia 2022                   | Whistler            | Dwójki kobiet    | Niemcy Jessica Degenhardt · Cheyenne Rosenthal        | Austria Selina Egle · Lara Kipp                  | Włochy Andrea Vötter · Marion Oberhofer               |
| 2. PN | 8 grudnia 2022                   | Whistler            | Dwójki mężczyzn  | Kanada Devin Wardrope · Cole Zajanski                 | Łotwa Eduards Ševics-Mikeļševics · Lūkass Krasts | Stany Zjednoczone Zachary DiGregorio · Sean Hollander |
| 3. PN | 15 grudnia 2022                  | Park City           | Jedynki kobiet   | Brittney Arndt                                        | Lisa Schulte                                     | Ashley Farquharson                                    |
| 3. PN | 15 grudnia 2022                  | Park City           | Jedynki mężczyzn | Mathis Ertel                                          | Chris Mazdzer                                    | David Nößler                                          |
| 3. PN | 15 grudnia 2022                  | Park City           | Dwójki kobiet    | Austria Selina Egle · Lara Kipp                       | Włochy Andrea Vötter · Marion Oberhofer          | Niemcy Jessica Degenhardt · Cheyenne Rosenthal        |
| 3. PN | 15 grudnia 2022                  | Park City           | Dwójki mężczyzn  | Stany Zjednoczone Dana Kellogg · Duncan Segger        | Kanada Devin Wardrope · Cole Zajanski            | Łotwa Eduards Ševics-Mikeļševics · Lūkass Krasts      |
| 4. PN | 6 stycznia 2023                  | Sigulda             | Jedynki kobiet   | Sandra Robatscher                                     | Elīna Ieva Vītola                                | Kendija Aparjode                                      |
| 4. PN | 6 stycznia 2023                  | Sigulda             | Jedynki mężczyzn | Max Langenhan                                         | Andrij Mandzij                                   | Svante Kohala Anton Dukacz                            |
| 4. PN | 6 stycznia 2023                  | Sigulda             | Dwójki kobiet    | Odwołano                                              | Odwołano                                         | Odwołano                                              |
| 4. PN | 6 stycznia 2023                  | Sigulda             | Dwójki mężczyzn  | Włochy Emanuel Rieder · Simon Kainzwaldner            | Polska Wojciech Chmielewski · Jakub Kowalewski   | Słowacja Tomáš Vaverčák · Matej Zmij                  |
| 5. PN | 13 stycznia 2023                 | Lillehammer Sigulda | Jedynki kobiet   | Kendija Aparjode                                      | Sigita Bērziņa                                   | Merle Fräbel                                          |
| 5. PN | 13 stycznia 2023                 | Lillehammer Sigulda | Jedynki mężczyzn | Alexander Ferlazzo                                    | Anton Dukacz                                     | Lukas Gufler                                          |
| 5. PN | 13 stycznia 2023                 | Lillehammer Sigulda | Dwójki kobiet    | Odwołano                                              | Odwołano                                         | Odwołano                                              |
| 5. PN | 13 stycznia 2023                 | Lillehammer Sigulda | Dwójki mężczyzn  | Austria Yannick Müller · Armin Frauscher              | Słowacja Tomáš Vaverčák · Matej Zmij             | Ukraina Ihor Hoi · Rostysław Łewkowycz                |
| 6. PN | 3 lutego 2023                    | Altenberg           | Jedynki kobiet   | Madeleine Egle                                        | Summer Britcher                                  | Hannah Prock                                          |
| 6. PN | 3 lutego 2023                    | Altenberg           | Jedynki mężczyzn | Sebastian Bley                                        | Jonathan Gustafson                               | Moritz Bollmann                                       |
| 6. PN | 3 lutego 2023                    | Altenberg           | Dwójki kobiet    | Włochy Nadia Falkensteiner · Annalena Huber           | Łotwa Viktorija Ziediņa · Selīna Zvilna          | Czechy Anna Čežíková · Lucie Jansová                  |
| 6. PN | 3 lutego 2023                    | Altenberg           | Dwójki mężczyzn  | Niemcy Robin Geueke · David Gamm                      | Niemcy Max Ewald · Jakob Jannusch                | Słowacja Tomáš Vaverčák · Matej Zmij                  |
| 7. PN | 10 lutego 2023                   | Winterberg          | Jedynki kobiet   | Hannah Prock                                          | Lisa Schulte                                     | Emily Sweeney                                         |
| 7. PN | 10 lutego 2023                   | Winterberg          | Jedynki mężczyzn | Valentin Crețu                                        | Florian Müller                                   | Jonathan Gustafson                                    |
| 7. PN | 10 lutego 2023                   | Winterberg          | Dwójki kobiet    | Odwołano                                              | Odwołano                                         | Odwołano                                              |
| 7. PN | 10 lutego 2023                   | Winterberg          | Dwójki mężczyzn  | Austria Juri Gatt · Riccardo Schöpf                   | Niemcy Robin Geueke · David Gamm                 | Niemcy Max Ewald · Jakob Jannusch                     |
| 8. PN | 17 lutego 2023                   | Sankt Moritz        | Jedynki kobiet   | Hannah Prock                                          | Lisa Schulte Verena Hofer                        | –                                                     |
| 8. PN | 17 lutego 2023                   | Sankt Moritz        | Jedynki mężczyzn | Leon Felderer                                         | Timon Grancagnolo                                | Valentin Crețu                                        |
| 8. PN | 17 lutego 2023                   | Sankt Moritz        | Dwójki kobiet    | Austria Lisa Zimmermann · Dorothea Schwarz            | –                                                | –                                                     |
| 8. PN | 17 lutego 2023                   | Sankt Moritz        | Dwójki mężczyzn  | Słowacja Tomáš Vaverčák · Matej Zmij                  | Rumunia Tudor Ștefan Handaric · Sebastian Motzca | Czechy Filip Vejdělek · Zdeněk Pěkný                  |
| 9. PN | 25 listopada 2022 24 lutego 2023 | Igls Winterberg     | Jedynki kobiet   | Lisa Schulte                                          | Marion Oberhofer                                 | Raluca Strămăturaru                                   |
| 9. PN | 25 listopada 2022 24 lutego 2023 | Igls Winterberg     | Jedynki mężczyzn | Leon Felderer                                         | David Nößler                                     | Svante Kohala                                         |
| 9. PN | 25 listopada 2022 24 lutego 2023 | Igls Winterberg     | Dwójki kobiet    | Odwołano                                              | Odwołano                                         | Odwołano                                              |
| 9. PN | 25 listopada 2022 24 lutego 2023 | Igls Winterberg     | Dwójki mężczyzn  | Austria Juri Gatt · Riccardo Schöpf                   | Rumunia Tudor Ștefan Handaric · Sebastian Motzca | Czechy Filip Vejdělek · Zdeněk Pěkný                  |

## Klasyfikacje
| Miejsce | Zawodniczka        | Reprezentacja     | Punkty |
| ------- | ------------------ | ----------------- | ------ |
| 1.      | Lisa Schulte       | Austria           | 440    |
| 2.      | Marion Oberhofer   | Włochy            | 407    |
| 3.      | Verena Hofer       | Włochy            | 369    |
| 4.      | Nina Zöggeler      | Włochy            | 361    |
| 5.      | Kendija Aparjode   | Łotwa             | 318    |
| 6.      | Klaudia Domaradzka | Polska            | 282    |
| 7.      | Tove Kohala        | Szwecja           | 274    |
| 8.      | Hannah Prock       | Austria           | 270    |
| 9.      | Merle Fräbel       | Niemcy            | 261    |
| 10.     | Ashley Farquharson | Stany Zjednoczone | 253    |
|         |                    |                   |        |
| 34.     | Natalia Jamróz     | Polska            | 60     |

| Miejsce | Zawodnik           | Reprezentacja     | Punkty |
| ------- | ------------------ | ----------------- | ------ |
| 1.      | Valentin Crețu     | Rumunia           | 405    |
| 2.      | Lukas Gufler       | Włochy            | 377    |
| 3.      | Marián Skupek      | Słowacja          | 337    |
| 4.      | Leon Felderer      | Włochy            | 336    |
| 5.      | Jozef Hušla        | Słowacja          | 319    |
| 6.      | Alexander Ferlazzo | Australia         | 315    |
| 7.      | Svante Kohala      | Szwecja           | 311    |
| 8.      | Jonathan Gustafson | Stany Zjednoczone | 280    |
| 9.      | David Nößler       | Niemcy            | 270    |
| 10.     | Timon Grancagnolo  | Niemcy            | 256    |
|         |                    |                   |        |
| 13.     | Arkadiusz Trojga   | Polska            | 204    |
| 32.     | Mateusz Sochowicz  | Polska            | 62     |

| Miejsce | Zawodniczki                                  | Reprezentacja     | Punkty |
| ------- | -------------------------------------------- | ----------------- | ------ |
| 1.      | Selina Egle Lara Kipp                        | Austria           | 285    |
| 2.      | Andrea Vötter Marion Oberhofer               | Włochy            | 240    |
| 2.      | Jessica Degenhardt Cheyenne Rosenthal        | Niemcy            | 240    |
| 4.      | Chevonne Forgan Sophia Kirkby                | Stany Zjednoczone | 152    |
| 5.      | Nadia Falkensteiner Annalena Huber           | Włochy            | 150    |
| 6.      | Raluca Strămăturaru Mihaela Carmen Manolescu | Rumunia           | 128    |
| 7.      | Caitlin Nash Natalie Corless                 | Kanada            | 115    |
| 8.      | Summer Britcher Emily Sweeney                | Stany Zjednoczone | 110    |
| 9.      | Lisa Zimmermann Dorothea Schwarz             | Austria           | 100    |
| 10.     | Maya Chan Reannyn Weiler                     | Stany Zjednoczone | 96     |
|         |                                              |                   |        |
| 14.     | Nikola Domowicz Dominika Piwkowska           | Polska            | 39     |

| Miejsce | Zawodnicy                                | Reprezentacja     | Punkty |
| ------- | ---------------------------------------- | ----------------- | ------ |
| 1.      | Tomáš Vaverčák Matej Zmij                | Słowacja          | 445    |
| 2.      | Filip Vejdělek Zdeněk Pěkný              | Czechy            | 352    |
| 3.      | Huang Yebo Peng Junyue                   | Chiny             | 342    |
| 4.      | Dana Kellogg Duncan Segger               | Stany Zjednoczone | 335    |
| 5.      | Tudor Ștefan Handaric Sebastian Motzca   | Rumunia           | 317    |
| 6.      | Juri Gatt Riccardo Schöpf                | Austria           | 260    |
| 7.      | Robin Geueke David Gamm                  | Niemcy            | 240    |
| 8.      | Devin Wardrope Cole Zajanski             | Kanada            | 231    |
| 9.      | Eduards Ševics-Mikeļševics Lūkass Krasts | Łotwa             | 205    |
| 10.     | Zachary DiGregorio Sean Hollander        | Stany Zjednoczone | 170    |
|         |                                          |                   |        |
| 16.     | Wojciech Chmielewski Jakub Kowalewski    | Polska            | 85     |